# Lutz (Florida)
Lutz ist  ein census-designated place (CDP) im Hillsborough County im US-Bundesstaat Florida. Das U.S. Census Bureau hat bei der Volkszählung 2020 eine Einwohnerzahl von 23.707 ermittelt. 

## Geographie
Lutz grenzt im Südosten direkt an Tampa. Der CDP wird von der Interstate 275, dem U.S. Highway 41 sowie den Florida State Roads 597 und 685 durchquert bzw. tangiert.

## Demographische Daten
Laut der Volkszählung 2010 verteilten sich die damaligen 19.344 Einwohner auf 7.631 Haushalte. Die Bevölkerungsdichte lag bei 303,2 Einw./km². 88,8 % der Bevölkerung bezeichneten sich als Weiße, 4,8 % als Afroamerikaner, 0,4 % als Indianer und 2,5 % als Asian Americans. 1,5 % gaben die Angehörigkeit zu einer anderen Ethnie und 2,1 % zu mehreren Ethnien an. 12,8 % der Bevölkerung bestand aus Hispanics oder Latinos.
Im Jahr 2010 lebten in 33,3 % aller Haushalte Kinder unter 18 Jahren sowie 23,7 % aller Haushalte Personen mit mindestens 65 Jahren. 74,6 % der Haushalte waren Familienhaushalte (bestehend aus verheirateten Paaren mit oder ohne Nachkommen bzw. einem Elternteil mit Nachkomme). Die durchschnittliche Größe eines Haushalts lag bei 2,65 Personen und die durchschnittliche Familiengröße bei 3,04 Personen.
25,0 % der Bevölkerung waren jünger als 20 Jahre, 20,2 % waren 20 bis 39 Jahre alt, 35,2 % waren 40 bis 59 Jahre alt und 19,4 % waren mindestens 60 Jahre alt. Das mittlere Alter betrug 43 Jahre. 49,9 % der Bevölkerung waren männlich und 50,1 % weiblich.
Das durchschnittliche Jahreseinkommen lag bei 73.810 $, dabei lebten 6,6 % der Bevölkerung unter der Armutsgrenze.
Im Jahr 2000 war Englisch die Muttersprache von 92,59 % der Bevölkerung, spanisch sprachen 6,39 % und 1,02 % hatten eine andere Muttersprache.

## Sehenswürdigkeiten
Am 15. August 1996 wurde die Old Lutz Elementary School in das National Register of Historic Places eingetragen.